# 科学技術庁
科学技術庁（かがくぎじゅつちょう、英: Science and Technology Agency）は、かつて存在した日本の行政機関のひとつ。科学技術に関する行政を所管する総理府の外局であった。日本語略称は科技庁（かぎちょう）。
中央省庁再編によって廃止され、その所掌事務は内閣府、文部科学省、経済産業省等に継承された。東海大学創立者松前重義らの運動が中心となって設置に至った官庁として知られる。科学技術庁の長たる科学技術庁長官は国務大臣をもって充てられていた。いわゆる大臣庁のひとつであった。

## 沿革
- 1956年（昭和31年）5月19日、総理府の外局として科学技術庁（長官は国務大臣）が設置された。
  - 母体となったのは、総理府原子力局、総理府の附属機関であった科学技術行政協議会事務局および資源調査会事務局である。その他、通商産業省工業技術院からは調査部門が、特許庁からは発明奨励部門がそれぞれ移管された。
  - 他官庁では次官職や局長職への就任機会の少ない技官を処遇するために設立された色彩も濃く、実際に、事務次官を筆頭とする本庁幹部職員の多くに技官が就任した。
  - 実際の科学技術行政の大半は厚生省、農林省、通商産業省、運輸省、郵政省、建設省等の業所管官庁がすでに所掌しており、科学技術庁の所掌事務は主に宇宙および原子力関係行政であった。組織および予算の半分以上は原子力に関するものであった。
- 1957年（昭和32年）8月1日、国家行政組織法改正に伴い、大臣庁は各省と同様の機構を有することができるようになり、科学技術庁次長に代えて科学技術事務次官を置いた。
- 2000年（平成12年）4月1日、中央省庁再編に先駆けて原子力安全委員会の事務局機能を分離し、総理府に移管した。
- 2001年（平成13年）1月6日、中央省庁再編に伴い、文部省と統合され、文部科学省が設置された。
  - この際、科学技術政策局、科学技術振興局、研究開発局は文部省の学術政策を取り込み、それぞれ科学技術・学術政策局、研究振興局、研究開発局となった。原子力局の所掌事務は原子力委員会（内閣府）、文部科学省研究開発局、資源エネルギー庁（経済産業省の外局）に分割され、原子力安全局の所掌事務は原子力安全委員会事務局（内閣府）、文部科学省研究開発局、資源エネルギー庁原子力安全・保安院に分割された。
  - ただし、科学技術政策局の所掌事務の内、各省各庁の所管分野にまたがる総合的な科学技術政策は内閣府に引き継がれた。内閣府の科学技術政策部局[注 1]は、従前の科学技術会議の機能を拡充して設置された総合科学技術会議[注 2]の事務局の機能や原子力委員会の事務局の機能を併せて担当する。この科学技術政策部局を統括する内閣府特命担当大臣（科学技術政策担当）を置くことができ、法律上は必置とはされていないが、実際の閣僚人事では欠かさず置かれている。科学技術政策の大綱を決める権限は総合科学技術・イノベーション会議が所管している。

## 組織
平成12年（2000年）12月13日付総務庁告示より作成。

### 幹部
- 科学技術庁長官
  - 歴代長官

- 科学技術政務次官
- 科学技術事務次官
  - 歴代事務次官

- 科学審議官

### 内部部局
- 長官官房
  - 官房長
  - 審議官5
  - 秘書課
  - 総務課
  - 会計課
- 科学技術政策局
  - 政策課
  - 計画・評価課
  - 調整課
  - 調査課
- 科学技術振興局
  - 企画課
  - 国際課
  - 研究振興課
  - 研究基盤課
  - 科学技術情報課
- 研究開発局
  - 企画課
  - 地震調査研究課
  - 総合研究課
  - ライフサイエンス課
  - 宇宙政策課
  - 航空宇宙開発課
  - 宇宙利用課
  - 海洋地球課
- 原子力局
  - 政策課
  - 国際協力・保障措置課
  - 動力炉開発課
  - 研究技術課
  - 核燃料課
  - 廃棄物政策課
- 原子力安全局
  - 次長
  - 原子力安全課
  - 原子炉規制課
  - 核燃料規制課
  - 放射線安全課

### 審議会等
- 放射線審議会
- 技術士審議会
- 航空・電子等技術審議会
- 資源調査会

### 施設等機関
- 航空宇宙技術研究所（後の国立研究開発法人宇宙航空研究開発機構）
- 金属材料技術研究所（後の国立研究開発法人物質・材料研究機構）
- 放射線医学総合研究所（後の国立研究開発法人量子科学技術研究開発機構）
- 防災科学技術研究所（後の国立研究開発法人防災科学技術研究所）
- 無機材質研究所（後の国立研究開発法人物質・材料研究機構）
- 科学技術政策研究所（後の文部科学省科学技術・学術政策研究所）

### 地方支分部局
- 水戸原子力事務所